# Morciano di Romagna
Morciano di Romagna – miejscowość i gmina we Włoszech, w regionie Emilia-Romania, w prowincji Rimini.

## Demografia
Według danych na styczeń roku 2012 gminę zamieszkiwało 7 058 osób a gęstość zaludnienia wynosiła 1 307 os./km².